# Marco Paixão
Marco Filipe Lopes Paixão (Sesimbra, 19 settembre 1984) è un calciatore portoghese, attaccante del Bandırmaspor.

## Biografia
Anche suo fratello gemello Flávio Paixão è un calciatore professionista.
Entrambi hanno militato nella massima serie scozzese.

## Palmarès

### Individuale
- Capocannoniere della TFF 1. Lig: 3

2018-2019 (29 reti), 2019-2020 (22 reti), 2020-2021 (22 reti)